# Ten Shin Han
Ten Shin Han is een fictief figuur uit de manga-serie Dragon Ball.
Ten Shin Han is een lang, kaal karakter met drie ogen. Hij was een moordenaar, getraind onder de Crane Hermit, Master Shen. Ten Shin Han moest van zijn meester alle leerlingen van Muten Roshi vermoorden. Hij heeft Son Goku ontmoet in de 22e Tenkaichi Budokai. In dit Toernooi versloeg hij Yamcha, en brak zelfs Yamcha's been om wreed te zijn. In de finale kwam hij tegenover Son Goku te staan. Tenshinhan heeft op het nippertje gewonnen. Sindsdien is Tenshinhan geen moordenaar meer, en verraadt zijn meester en voegt zich bij de helden. Tenshinhan is goede vrienden met Chaozu. Ze zijn altijd samen en hebben ook dezelfde vechttechnieken.
Tenshinhan speelt een grote rol tot het eind van de Cell Saga. Daarna is hij samen met Chaozu niet sterk genoeg meer om mee te vechten tegen hun vijanden maar hij deed wat hij kon.

## Technieken
Ten Shin Han heeft verschillende krachtige technieken zoals:
- Hij kan zich zelf in vieren splitsen.
- Hij kan twee armen uit zijn rug laten groeien.
- Dodonpa, een snelle dodelijke energiestraal die lijkt op de Kamehameha.
- solar flare, een verblindende flits waardoor je tegenstander wordt afgeleid.
- neo tri beam, een krachtige energiegolf die de tegenstander kan vermoorden. Later gebruikt Ten Shin Han deze techniek ook om Cell tegen te houden.
- Vliegen

Hij heeft ook toen hij dood ging bij Koning Kaio getraind samen met Yamcha, Piccolo en Chaozu.